# Thomas Hobbs (cónego)
Thomas Hobbs (falecido em 1509) foi um decano de Windsor de 1507 a 1509.

## Carreira
Ele foi nomeado:
- Escrivão e capelão do rei 1494-1509
- Warden of All Souls College, Oxford 1499
- Proctor do Norte 1491-1492
- Decano de Westminster de Santo Estêvão 1504
- Prebendário de Oxgate em São Paulo até 1509

Ele foi nomeado para a oitava bancada da Capela de São Jorge, Castelo de Windsor em 1502 e manteve a canonaria até 1507, quando foi nomeado Deão de Windsor, mantendo-se assim até à sua morte.